# Cholmogory
Cholmogory (russisch Холмого́ры) ist ein Dorf (Selo) in der Oblast Archangelsk im Norden des europäischen Teils Russlands. Es ist administratives Zentrum des gleichnamigen Cholmogorski rajon und zählt 4150 Einwohner (Stand 14. Oktober 2010). Cholmogory gehört zu den ältesten Orten der Region.

## Geographie
Cholmogory liegt linksseitig der Nördlichen Dwina rund 75 km südöstlich der Oblasthauptstadt Archangelsk nahe der Fernstraße M8. Die Nördliche Dwina ist in diesem Abschnitt sehr verzweigt, so dass sich nahe Cholmogorys zahlreiche Flussinseln befinden, von denen die größeren Inseln bewohnt sind. Die nächstgrößere Stadt ist das etwa 45 nordwestlich von Cholmogory gelegene Nowodwinsk.

## Geschichte

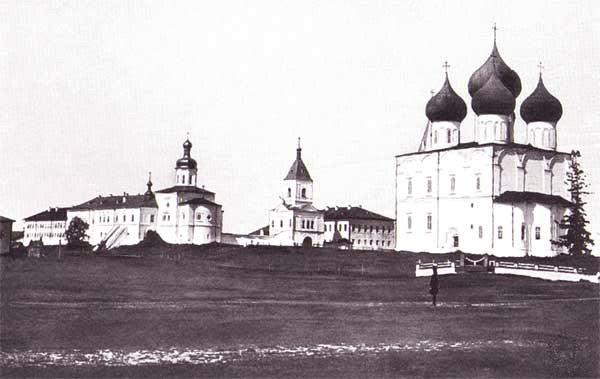
Cholmogory, 19. Jahrhundert

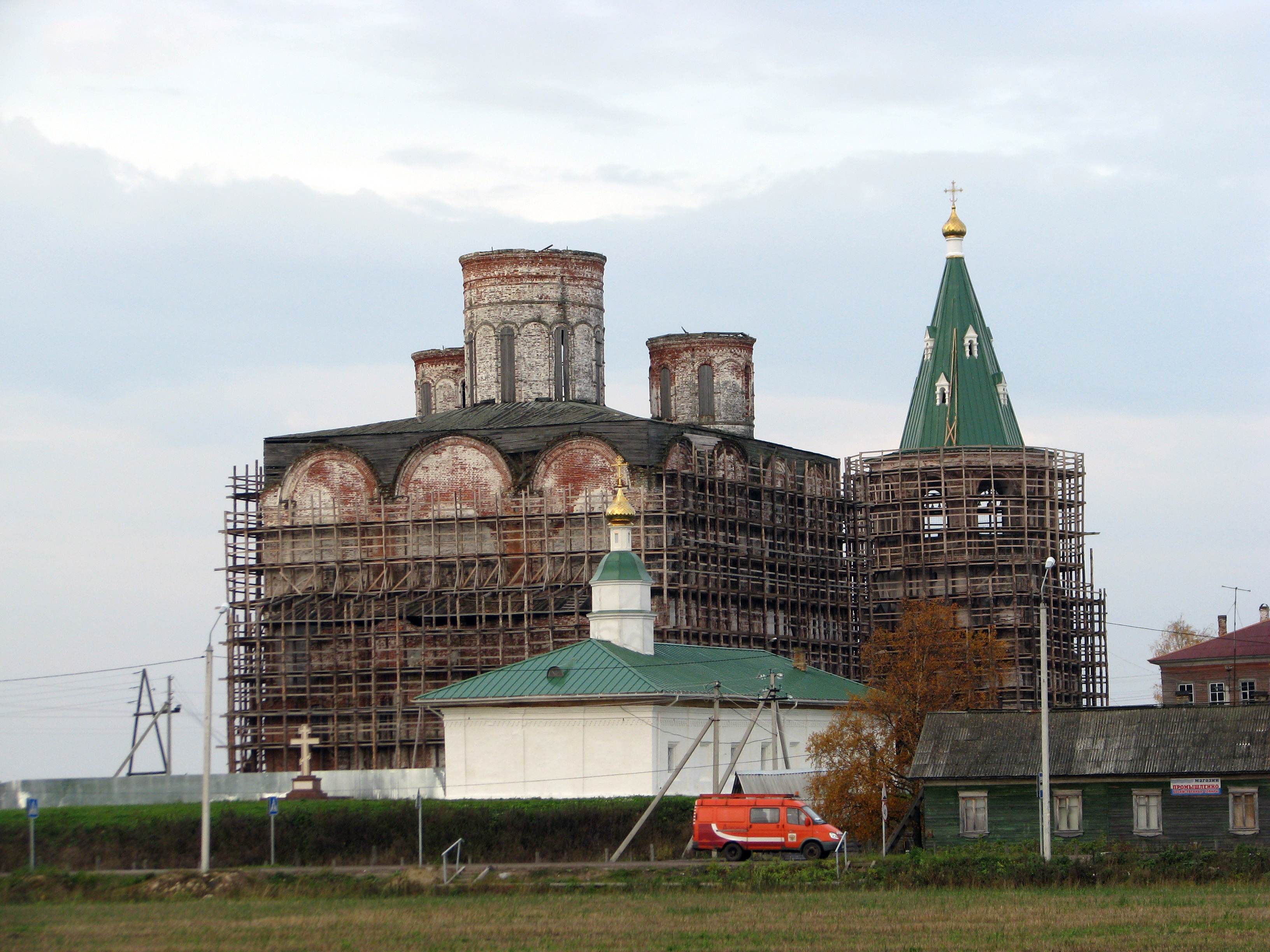
Restaurierungsarbeiten an der zerstörten Verklärungskathedrale von Cholmogory 2010

Cholmogory wurde bereits ab dem 12. Jahrhundert schriftlich erwähnt. Zunächst als Kolmogory bekannt, entwickelte sich der Ort seit seiner Besiedelung durch Nowgoroder Kaufleute im 14. Jahrhundert zu einem bedeutenden Handelsplatz des russischen Nordens, was vor allem seiner Lage an der Nördlichen Dwina, die ins Weiße Meer mündet und somit eine günstige Wasserverbindung mit Westeuropa bot, zu verdanken war. Es war damals das Verwaltungszentrum des Gebietes Sawolotsche (Заволочье). Noch lange vor der Gründung der Stadt Archangelsk im 16. Jahrhundert avancierte Cholmogory, das auch über einen eigenen Hafen verfügte, zum politisch und wirtschaftlich wichtigsten Ort an der Dwina. Es entstanden hier eine Festung, welche die Stadt erfolgreich vor Angriffen schützte, zahlreiche Läden, Gasthäuser sowie Kirchen, von denen einige bis heute erhalten geblieben sind.
Erst nach der Gründung von Archangelsk nahe der Dwina-Mündung verlor Cholmogory zunehmend seine Bedeutung als Handelsstadt. 1784 erhielt es noch den Status einer Stadt, den es im 20. Jahrhundert wieder verloren hat.
Der Ort ist seit 2004 Verwaltungszentrum der Landgemeinde Cholmogorskoje (Муниципальное образование «Холмогорское»), die neben Cholmogory das Selo Lomonossowo sowie 52 Dörfer (6 davon unbewohnt) mit insgesamt 5.414 Einwohnern umfasst.

### Bevölkerungsentwicklung
Die folgende Übersicht zeigt die Entwicklung der Einwohnerzahlen von Cholmogory.
| Jahr | Einwohner |
| ---- | --------- |
| 1897 | 1.112     |
| 1939 | 2.817     |
| 1959 | 4.003     |
| 1970 | 3.327     |
| 1979 | 4.586     |
| 1989 | 5.205     |
| 2002 | 4.592     |
| 2010 | 4.150     |

Anmerkung: Volkszählungsdaten

## Söhne und Töchter des Ortes
- Fedot Popow (17. Jahrhundert), Kaufmann, Unternehmer und Polarforscher
- Fedot Schubin (1740–1805), Bildhauer